# GODIEGO HIT SPECIAL
『GODIEGO HIT SPECIAL』（ゴダイゴ・ヒット・スペシャル）は、1980年12月1日に発売されたゴダイゴの日本国内初のベスト・アルバムである。

## 概要
- ゴダイゴとしては日本国内初のベスト・アルバムであり、カセットのみの企画であった。なお、最初に発売されたベスト・アルバムは、イギリスで発売された『LONDON CELEBRATION』である。
- 収録内容は、A面に日本語版・B面に英語版という構成で、後に発売された『GODIEGO GREAT BEST』の原型ともいえる作品である。
- 「リターン・トゥ・アフリカ」、「ア・グッド・デイ」、「ポートピア」、「銀河鉄道999」の英語版が初めて収録されたアルバムで（ライブ音源は除く）、これらは当時このアルバムでしか聞けなかった。

## 品番
- CBY-8004

## 収録曲
|    | A面（日本語版） |    | B面（英語版） |
| -- | --- | -- | --- |
| 01 | (カミング・トゥゲザー・イン)カトマンズ 作詞:奈良橋陽子、松本隆 作曲:タケカワユキヒデ 編曲:ミッキー吉野 （シングル・ヴァージョン）                   | 11 | COMING TOGETHER IN KATHMANDU 作詞:奈良橋陽子 作曲:タケカワユキヒデ 編曲:ミッキー吉野 （シングル・ヴァージョン）                  |
| 02 | アフター・ザ・レイン 作詞:奈良橋陽子、山川啓介 作曲:タケカワユキヒデ 編曲:ミッキー吉野 （日本語版はゴダイゴ名義だが、演奏はミッキー吉野以外不参加） | 12 | AFTER THE RAIN 作詞:奈良橋陽子 作曲:タケカワユキヒデ 編曲:ミッキー吉野 （英語版はタケカワのソロ名義。『Lyena』収録ヴァージョン） |
| 03 | リターン・トゥ・アフリカ 作詞:山上路夫、奈良橋陽子 作曲:タケカワキヒデ 編曲:ミッキー吉野                                                            | 13 | RETURN TO AFRICA 作詞:奈良橋陽子 作曲:タケカワユキヒデ 編曲:ミッキー吉野                                                         |
| 04 | ア・グッド・デイ 作詞:奈良橋陽子、山川啓介 作曲:タケカワユキヒデ 編曲:ミッキー吉野                                                                  | 14 | A GOOD DAY 作詞:奈良橋陽子 作曲:タケカワユキヒデ 編曲:ミッキー吉野                                                               |
| 05 | ハピネス 作詞:山川啓介、奈良橋陽子 作曲:タケカワユキヒデ 編曲:ミッキー吉野 （タケカワユキヒデのソロ名義だが、演奏はゴダイゴ）                       | 15 | HAPPINESS 作詞:奈良橋陽子 作曲:タケカワユキヒデ 編曲:ミッキー吉野 （タケカワユキヒデのソロ名義だが、演奏はゴダイゴ）             |
| 06 | ビューティフル・ネーム 作詞:奈良橋陽子、伊藤アキラ 作曲:タケカワユキヒデ 編曲:ミッキー吉野 （シングル・ヴァージョン）                               | 16 | EVERY CHILD HAS A BEAUTIFUL NAME 作詞:奈良橋陽子 作曲:タケカワユキヒデ 編曲:ミッキー吉野 （シングル・ヴァージョン）              |
| 07 | ホーリー&ブライト 作詞:山上路夫、奈良橋陽子 作曲:タケカワユキヒデ 編曲:ミッキー吉野                                                                 | 17 | HOLY AND BRIGHT 作詞:奈良橋陽子 作曲:タケカワユキヒデ 編曲:ミッキー吉野                                                          |
| 08 | ポートピア 作詞:百田直裕、奈良橋陽子、伊藤アキラ 作曲:タケカワユキヒデ 編曲:ミッキー吉野                                                            | 18 | PORTOPIA 作詞:奈良橋陽子 作曲:タケカワユキヒデ 編曲:ミッキー吉野                                                                 |
| 09 | 銀河鉄道999 作詞:奈良橋陽子、山川啓介 作曲:タケカワユキヒデ 編曲:ミッキー吉野                                                                       | 19 | THE GALAXY EXPRESS 999 作詞:奈良橋陽子 作曲:タケカワユキヒデ 編曲:ミッキー吉野                                                   |
| 10 | ガンダーラ 作詞:山上路夫、奈良橋陽子 作曲:タケカワユキヒデ 編曲:ミッキー吉野 （シングル・ヴァージョン）                                             | 20 | GANDHARA 作詞:奈良橋陽子 作曲:タケカワユキヒデ 編曲:ミッキー吉野 （アルバム・ヴァージョン）                                      |